# Fredrik Lindborg
Fredrik Lindborg född 1979 i Fisksätra, är en svensk jazzsaxofonist med tenor- och barytonsax som huvudinstrument. Lindborg är  en solist och bandledare och har spelat in flera egna skivor och medverkat på många andra. Han behärskar inte enbart sina huvudinstrument utan även på sopransax, altsax, klarinett och basklarinett. Han började spela saxofon vid nio års ålder, har grundligt studerat jazzmusik och spelat i olika konstellationer i såväl smågrupper som storband.

## Biografi
Efter studier på Skurups och Fridhems folkhögskola fortsatte Lindborg att studera jazz vid Göteborgs iuniversitet. I Göteborg startade han tillsammans med  Victor Furbacken bandet ’’Marmaduke – a tribute to Charlie Parker". Under perioden i Göteborg spelade han ofta med Bohuslän Big Band. Här spelade han barytonsax och basklarinett. Med de instrumenten har han också spelat med Swedish Jazz Trio och Klas Lindquist Nonet,
2003 återvände Lindborg till  Stockholm där han startade åttamannabandet Stockholm Swing All Stars.
2005 bildade Lindborg sin egen kvartett med gitarristen Gustav Lundgren och basisten Kenji Rabson and trumslagaren Moussa Fadera.
2011 bildades trion LSD med basisten Martin Sjöstedt och trumslagaren Daniel Fredriksson. 
2012 tilldelades han den prestigefyllda utmärkelse "Guldsaxen" till Arne Domnerus minne. Lindborg spelade också rollen som Arne Domnerus i filmen Monica Z om sångerskan  Monica Zetterlund.
2013 startade Lindborg en ny trio Mirsidrü med pianisten  Daniel Tilling och  Emeli Jeremias på cello och med sång. Trio spelar musik av George Gershwin.
2020 har Lindborg deltagit i kollektivet Jazzagenturen som under Coronapandemin spelade in Stockholm Corona Sessions, utgivna i fem volymer. 
När han 2021 erhöll utmärkelsen  Lars Gullin-priset fick han följande motivering av juryn: "Oavsett vilket instrument han trakterar kan man notera hans fina ton, utmärkta frasering, rytmiska känsla och man kan inte annat än tjusas av hans idérika improvisationer."

## Utmärkelser och priser
- 2006 – Jazzkatten som "Årets nykomling"
- 2012 – Arne Domnerus "Guldsaxen"
- 2015 – Bert Levins stiftelse för jazzmusik[4]
- 2019 – Sigge Klang-Stipendiet
- 2021 – Lars Gullin-priset

## Diskografi
- 2004 - Marmaduke – a tribute to Bird
- 2006 - Frerik Lindborg kvartett, The General, Imogena Records  IGCD 136
- 2008 - Marmaduke – Conflictions Imogena Records
- 2009 - Fredrik Lindborg kvartett, The One, Imogena Records, IGCD 161
- 2009 - Stockholm Swing All Stars, TAKE ONE
- 2009 - Stockholm Swing All Stars, PLAY ELLINGTON
- 2011 - Stockholm Swing All Stars, TAKE TWO
- 2012 - LSD Trio Collosus [1]
- 2013 - Stockholm Swing All Stars, 10 year anniversary
- 2014 - LSD Soon, Connective Records[5]
- 2016 - Stockholm Swing All Stars, Plays the blues and go
- 2018 - LSD Hawai, Prophone/Naxos[6]
- 2018 - Stockholm Swing All Stars, IN THE SPIRIT OF DUKE ELLINGTON
- 2019 - Fredrik Lindborg, A Swedish Portrait, Prophone Records, PCD 201[7][8][9][10][11]